# الوحدوية

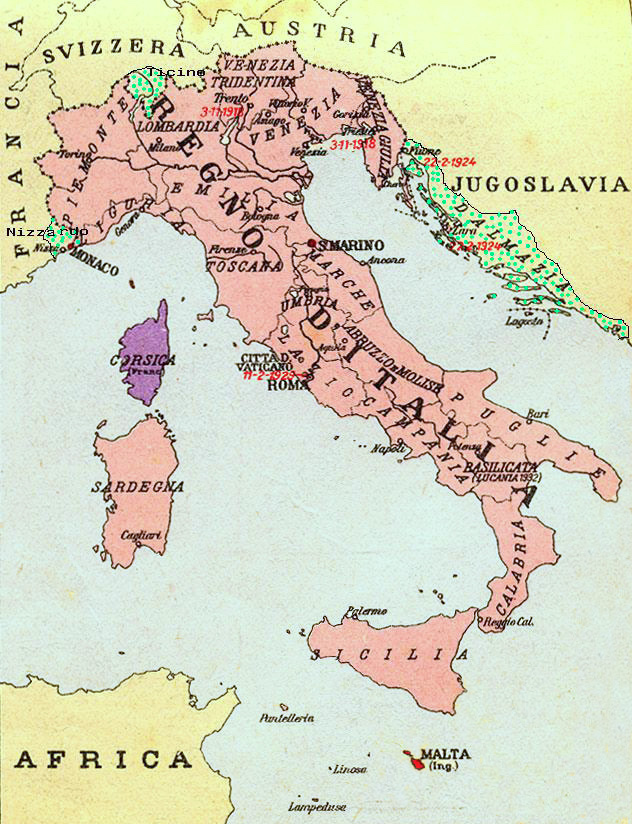

الِاسْتِرْدَادِيَّةُ عبارةٌ عن رغبةِ دولةٍ ما في ضمِّ حَوْزةِ دولةٍ أخرى. هذه الرغبة قد تكون لأسباب ثقافية فيكون سكان الأرض المرغوب فيها من نفس ثقافة سكان الدولة الراغبة، وقد تكون بواعثها تاريخية فتكون الأرض المراد ضمُّها واقعةً سَلَفًا تحت سلطان الدولة الراغبة.
يستخدم التعبير كذلك لوصف السياسة التوسعية نظراً لأنها تعبر عن ضم أراض محتلة.

## الاصطلاح
ظهر هذا الاصطلاح في إيطاليا.